# Caspar Lee
Caspar Richard George Lee (London, 1994. április 24. –) dél-afrikai YouTube-személyiség, vlogger és színész.

## Magánélete
Lee ugyan Londonban született, de a dél-afrikai Knysna, illetve Durban településeken nevelkedett. 2014-ben családja nélkül "költözött vissza" Londonba, egy ideig Joe Sugg-gal élt, viszont 2016 márciusában szétköltöztek.

## Karrier

### YouTube
Lee 2011-ben indította el, a magáról elnevezett YouTube-csatornáját, amely 2015 őszében, már több, mint 5 millió feliratkozóval és összesen több, mint 370 millió megtekintéssel.

### Zene
2014-ben, barátaival - köztük Joe-val - részt vett a "YouTube Boyband" nevű formációban, amely eleinte csak ismert dalok szórakoztató feléneklésével foglalkozott, majd készítettek egy saját dalt és egy videóklipet. Az így befolyt összeget jótékony célokra fordították.

### Film
2014-ben, egy Garlic nevű karaktert játszik a Spud 3 című filmben, melyben barátja - a szintén YouTube-os - Troye Sivan játssza a főszerepet.
2015-ben barátjával Joe Sugg-gal egy cameo szerepet kaptak a Spongyabob – Ki a vízből! című animációs filmben.
2015-ben közös filmet készített Joe Sug-gal, ami a Joe and Caspar Hit The Road címet viseli.

## Díjak és jelölések
2015-ben jelölték a Nickelodeon Kids’ Choice Awards-on az "Egyesült Királyság kedvenc vloggerének".

## További információ
- Caspar Lee a Facebookon
- Caspar Lee az Internetes Szinkronadatbázisban (magyarul)
- Caspar Lee az Internet Movie Database-ben (angolul)
- Caspar Lee a Rotten Tomatoeson (angolul)

## Fordítás
- Ez a szócikk részben vagy egészben  a   Caspar Lee című angol Wikipédia-szócikk fordításán alapul.  Az eredeti cikk szerkesztőit annak laptörténete sorolja fel. Ez a jelzés csupán a megfogalmazás eredetét és a szerzői jogokat jelzi, nem szolgál a cikkben szereplő információk forrásmegjelöléseként.